# Милан Милутин
 Милан Милутин (Нови Сад, 1989) доцент је Правног факултета Универзитета у Новом Саду, више пута награђиван као студент и стипендиста Фондације Конрад Аденауер из Берлина од 2010. године.

## Биографија
Рођен је 1989. године у Новом Саду. Основну школу „Петефи бригада“ завршио је 2004. године у Кули као ученик генерације. Од раног детињства бави се културом говора, с почетка као рецитатор, а касније и као оратор. Ученик је педагога културе говора, госпође Весне Дринчић-Ђилас. Гимназију је завршио 2008. године као носилац дипломе „Вук Караџић“.

## Образовање
Дипломирао је на Правном факултету Универзитета у Новом Саду 2012. године и исте године изабран је у звање сарадника у настави. Мастер академске студије завршио је 2014. године, одбранивши Завршни рад на тему „Надлежности управника провинције у материји имовинског права у Риму“. На матичном факултету, 2021. године одбранио је докторску дисертацију под називом „Дужничка доцња у римског класичном праву

## Радна места
Ради на Правном факултету у Новом Саду где је 2012. године изабран у звање сарадника у настави на радном месту сарадника за наставни предмет Римско право. 2014. године, на истом факулету изабран је у звање асистента, а 2021. у звање асистента са докторатом. 2022. године изабран је у звање доцента. Секретар је Катедре за историју државе и права на основним студијама од 2012.

## Чланство у организацијама и телима
- Члан је Наставно-научног већа Правног факултета у Новом Саду од 2013. до 2022. године, у три мандата.
- Један је од оснивача и члан удружења Balkan Association of Roman Law and Roman Legal Tradition "Societas pro iure romano" од 2016. године.

## Научни рад
Области научног интересовања су му дужничка доцња, римско приватно право, правна историја. Држи наставу из предмета Римско право и Историја римског права на Правном факултету у Новом Саду. Одржао је два гостујућа предавања, једно на Правном факултету Универзитета у Берну 17. марта 2016. године, а друго на Правном факултету Универзитета у Милану 22. марта 2016. године. Учесник је на пројекту Правна традиција и нови правни изазови, чији је носилац Правни факултет у Новом Саду. Објавио је више ауторских и коаторских чланка и саопштења.

## Награде
- Награђиван од стране Универзитета – за постигнут успех школске 2008/2009. као и за научни темат „Уставна жалба као инструмент непосредне уставносудске заштите људских права“ (конкурс за школску 2008/2009. годину).
- На Такмичењу у беседништву на матичном факултету освојио је прво место 2010, као и награду публике 2008. године.
- Учествовао је као члан тимова Правног факултета на такмичењима из Међународног јавног права (Philip C. Jessup International Law Moot Court Competition – национална рунда), односно два пута из Међународног приватног права (Foreign Direct Investment Moot Competition).
- Вишеструки је добитник Златне плакете Покрајинске смотре рецитатора „Песниче народа мог“
- троструки учесник Републичких смотри рецитатора.
- Носилац је III награде на Међународном фестивалу беседништва „Sirmium – lux verbi“ у Сремској Митровици у категорији ex tempore.
- Као матурант гимназије „Жарко Зрењанин“ у Врбасу, освојио је прво место на Републичком такмичењу из историје.

## Селектована библиографија
1. Сич, Магдолна; Милутин, Милан (2013). „„Конституције цара Константина Великог издате у Нишу“”. Међународни научни скуп „1700 година Миланског едикта“, Ниш: 557—579.
2. Milutin, Milan (2013). „“Certain Aspects of the Relationship Between Constantine the Great and Licinius””. International Conference of Young Legal Historians – Roman Law, Thessaloniki: 79—81.
3. Milutin, Milan (2016). „“How to Teach Roman Law – Seeking the Methods”” (PDF). International Conference “The Study and the Teaching of Roman Law and Roman Legal Tradition at the Beginning of the XXI Century”, Sofia. br. 2/2016: 1—22. Архивирано из оригинала (PDF) 21. 10. 2020. г. Приступљено 25. 10. 2018.
4. Сич, Магдолна; Милутин, Милан (2016). „Прибављање својине на предмету залоге од стране заложног повериоца у римском праву (impetratio dominii)“”. Зборник радова Правног факултета у Новом Саду. 50 br. 2/2016: 461—474.
5. Милутин, Милан (2017). „„Рignoris capio у току римске историје: рignoris capio према Гајевим институцијама“”. Зборник радова Правног факултета у Новом Саду. 51 br. 2/2017: 193—208.
6. Сич, Магдолна; Милутин, Милан (2017). „„Ius vendendi заложног повериоца и питање одговорности за евикцију у римском праву“”. Зборник радова Правног факултета у Новом Саду. 51 br. 4/2017: 1453—1469.